# Рипин
Рипин (пољ. Rypin) град је у Пољској у Војводству кујавско-поморском. По подацима из 2012. године број становника у месту је био 16 859.

## Становништво
| 2012.  |
| ------ |
| 16 859 |